# Rounders
Pour les articles homonymes, voir Rounders (homonymie).
Le rounders est un sport collectif britannique semblable au baseball. Cette discipline est pratiquée en Angleterre depuis le XVIe siècle, dans les colonies anglaises d'Amérique depuis le XVIIe siècle et en Irlande depuis plus récemment. Le rounders est l'un des sports à l'origine du baseball. La tèque ou thèque pratiquée en Normandie est également un très proche dérivé.

## Histoire
La première mention écrite du rounders date de 1744. Il s'agit d'un court texte illustré d'une gravure représentant le jeu dans un livre pour enfants de J. Newberry. Les règles du jeu sont publiées pour la première fois en 1828.
En 1892, les fédérations anglaises et galloises décident d'abandonner le nom de Rounders et adoptent celui de British baseball (ou Welsh Baseball) donnant naissance à une nouvelle discipline dotée d'une fédération internationale à deux membres.
Le Rounders ne disparait toutefois pas et la National Rounders Association anglaise est créée en 1943. En Irlande, c'est la Gaelic Athletic Association qui gère le jeu. Les règles du jeu sont très légèrement différentes entre la NRA et la GAA.